# 자라와어
자라와어(Järawa, Jarwa)는 인도령 안다만 제도에서 자라와족이 사용하는 언어로, 옹게어(Önge)와 함께 옹게어족의 알려진 단 2개 언어 중 하나이다. 자라와족은 러틀랜드섬 내륙 지역과 남중부, 남안다만섬 중·남부의 내륙 지역, 그리고 중안다만섬의 서쪽 해안에 거주하고 있다.
자라와(Järawa)라는 이름은 전통적으로 원수지간이던 인근 민족의 아카베아어(Aka-Bea)로 "외부인"을 뜻하는 말이다. 전세계 많은 민족들이 그렇듯, 이들 스스로는 "사람"을 뜻하는 aong이라고 부른다.

## 참고 문헌
- Kumar, Pramod (2012). 《Descriptive and typological study of Jarawa》 (학위논문). Jawaharlal Nehru University. S2CID 60302041.